# Język laal
Język laal (nazwa własna: yəw láà:l) – niesklasyfikowany język używany przez 749 osób (dane z 2000 roku) w czadyjskim regionie administracyjnym Moyen-Chari w trzech wsiach: Gori (lá), Damtar (ɓual) i Mailao, położonych nad rzeką Szari. Laal może być językiem izolowanym, który stanowiłby pozostałość po bliżej nieokreślonej grupie języków, używanych dawniej w środkowej Afryce. Język nie ma formy pisemnej (istnieje jedynie transkrypcja dokonana przez językoznawców). Według Davida Farisa, czadyjskiego członka SIL, język laal jest zagrożony wymarciem, ponieważ większość użytkowników w wieku poniżej 25 roku życia stopniowo przejmuje bardziej rozpowszechniony w tamtych okolicach język bagirmi.
Naukowcy po raz pierwszy zainteresowali się językiem laal w 1977 roku, ze względu na badania terenowe Pascala Boyeldieu w 1975 i 1978 roku. Jego badania oparte były głównie na jednym użytkowniku tego języka o nazwisku Kadi M. Djouam Damtar.

## Użytkownicy i status języka
Osoby używające języka laal to przede wszystkim rybacy i rolnicy, trudniący się ponadto sprzedażą soli pozyskiwanej z popiołów palm Hyphaena thebaica i Vossia cuspidata. Podobnie jak ich sąsiedzi Niellim ludzie ci zajmowali się dawniej wypasem bydła, lecz utracili stada pod koniec XIX wieku. Obecnie są to przeważnie muzułmanie, jednak do drugiej połowy XX wieku byli to głównie wyznawcy tradycyjnej lokalnej religii – Yondo. Obszar jest słabo rozwinięty; w Gori i Damtar działają szkoły koraniczne, jednak najbliższa szkoła państwowa znajduje się w odległości siedmiu kilometrów. W całym regionie nie ma żadnej przychodni medycznej (stan na 1995 rok).
Dawniej w Damtar używano odrębnego dialektu, zwanego Laabe (la:bé). W 1977 roku dialektu tego używały już jednak tylko dwie lub trzy osoby. Został on zastąpiony przez dialekt z Gori przyniesiony tu przez dwie rodziny, które przeniosły się tu w XIX wieku w ucieczce przed wojną. Nie są znane żadne inne dialekty języka laal.
Zgodnie z czadyjskim prawem laal posiada status języka mniejszościowego, podobnie jak i inne lokalne języki kraju. Chociaż w uchwalonej w 1996 roku konstytucji Czadu pojawia się zapis, że „prawo zapewnia warunki promowania i rozwoju języków mniejszościowych”, języków tych nie używa się w szkołach, podczas oficjalnych spotkań (politycznych, dyplomatycznych), zasadniczo nie są także używane w prasie (niektóre spośród bardziej rozpowszechnionych języków mniejszościowych używane są jednak w radiu).

## Klasyfikacja
Laal jest językiem niesklasyfikowanym, jednak widoczny jest znaczny wpływ języków adamawa-ubangi (szczególnie języków bua) i, w mniejszym stopniu, czadyjskich. W 1982 roku Pascal Boyeldieu stwierdził, że „(...) klasyfikacja jest problematyczna. Chociaż język ten wykazuje pewne leksykalne, a zwłaszcza morfologiczne cechy łączące go z językami bua, to w wielu przypadkach pojawiają się radykalne różnice, niekiedy wskazujące raczej na związki z bliską geograficznie rodziną czadyjską”. W 2003 roku Roger Blench wyraził podobną opinię, twierdząc, że „(...) słownictwo i morfologia wydają się częściowo zapożyczone z języków czadyjskich, częściowo z adamawa i częściowo z innego, nieznanego źródła, być może pierwotnej, wymarłej obecnie warstwy językowej tych terenów”. Jest to druga ewentualność, która budzi szczególne zainteresowanie. Jeśli okaże się, że jest prawdziwa, laal może być jedyną pozostałością po językach używanych w Afryce Środkowej przed ekspansją głównych afrykańskich rodzin językowych – afroazjatyckiej, nilo-saharyjskiej i nigero-kongijskiej.
Laal zawiera wiele zapożyczeń z języka bagirmi, ponieważ tereny w okolicach jeziora Czad były przez kilka wieków częścią Imperium Baguirmi (ze stolicą w Korbolu). Ponadto prawie wszyscy użytkownicy laal jako drugim językiem posługują się także niellim i przynajmniej 20–30% zaświadczonego słownictwa laal wykazuje podobieństwa do tego języka. Częściowo za sprawą islamu w języku laal pojawiło się także wiele zapożyczeń z języka arabskiego.

## Fonetyka i fonologia
Poniżej przedstawiono głoski w języku laal z użyciem symboli międzynarodowego alfabetu fonetycznego.

### Spółgłoski
|             |                 | Dwuwargowe | Przedniojęzykowo-dziąsłowe | Podniebienne | Miękkopodniebienne | Krtaniowe |
| ----------- | --------------- | ---------- | -------------------------- | ------------ | ------------------ | --------- |
| Zwarte      | bezdźwięczne    | p          | t                          | c            | k                  | ʔ         |
| Zwarte      | dźwięczne       | b          | d                          | ɟ            | g                  |           |
| Zwarte      | prenazalizowane | ᵐb         | ⁿd                         | ᶮɟ           | ᵑg                 |           |
| Iniektywne  | Iniektywne      | ɓ          | ɗ                          | ʄ            |                    |           |
| Nosowe      | Nosowe          | m          | n                          | ɲ            | ŋ                  |           |
| Szczelinowe | Szczelinowe     |            | s                          |              |                    | h         |
| Drżące      | Drżące          |            | r                          |              |                    |           |
| Półotwarte  | Półotwarte      |            | l                          | j            | w                  |           |

Spółgłoski iniektywne, zwarte prenazalizowane i głoska [h] występują tylko w nagłosie wyrazu. Spółgłoski zwarte bezdźwięczne oraz [s] nie mogą znajdować się na końcu sylaby. /ŋ/ występuje tylko w pozycji między samogłoskami i na końcu wyrazu. /s/ pojawia się wyłącznie w wyrazach zapożyczonych i niektórych liczebnikach. Spółgłoski zwarte prenazalizowane i spółgłoska iniektywna /ʄ/ występują niezmiernie rzadko.

### Samogłoski
System samogłosek w sylabach nienagłosowych jest następujący: /i/, /ɨ/, /u/, /e/, /ə/, /o/, /a/ oraz dyftong /ua/ bez rozróżnienia długości. W sylabach nagłosowych system ten jest jednak dużo bardziej skomplikowany – występuje rozróżnienie długości oraz następujące dyftongi: /ia/, /yo/, /ya/ (jakkolwiek ostatnie dwa występują tylko jako morfologicznie uwarunkowane warianty /e/ i /ia/ i być może trafniejsze jest postrzeganie ich jako alofonów). Poza tym /y/ występuje bardzo rzadko. Boyeldieu przytoczył tu jako przykład wyraz mỳlùg, co po polsku oznacza czerwoni.
Rozróżnia się trzy rodzaje tonów: wysoki (á), średni (a) oraz niski (à). Kombinacje tych poziomów intonacji mogą występować na pojedynczych samogłoskach, co w rezultacie powoduje występowanie tonów opadających i wznoszących. Takie przypadki przedstawione zostały w transkrypcji przez powtórzenie samogłoski (np. àá). Samogłoski długie zaznaczane są tylko poprzez dopisanie dwukropka (np. a:).
Przyrostki mogą wywoływać jeden z czterech rodzajów przegłosu samogłosek w wyrazach, do których są przyłączane: wznoszący (zmienia /ia/, /a/, /ua/ w [e], [ə], [o]), obniżający (zmienia /e/, /ə/, /o/ w [ia], [a], [ua]), obniżająco-zaokrąglający (zmienia /i/ i /ɨ/ w [u]; /e/ oraz /ia/ w [yo]; /ə/, /a/ i /ua/ w [o]) oraz wznosząco-zaokrąglający (zmienia /i/ i /ɨ/ w [u]; /e/ i /ia/ w [ya]; /ə/, /a/ i /o/ w [ua]). Transkrybuje się je w sekcji przyrostka odpowiednio jako ↑, ↓, ↗, ↘. W niektórych czasownikach a/ə ulega „zawyżeniu” do [e] zamiast do [ə].
W przyrostkach [ə] i [o] podlegają harmonii samogłosek: zmieniają się odpowiednio w [ɨ] i [u], jeśli poprzedzającą samogłoską jest [i], [ɨ] lub [u]. Podobnie [r] podlega harmonii spółgłosek i zmienia się w [l] po rdzeniach zawierających [l]. Przyrostki z neutralnym tonem samogłoski przejmują ton ostatniej samogłoski wyrazu, do którego są przyłączane.

## Gramatyka

### Składnia
Typowy szyk zdania przedstawia się jako: podmiot – (partykuła czasownikowa) – czasownik – dopełnienie – przysłówek; przyimek – rzeczownik; possessum – possessor; rzeczownik – przymiotnik. Rzeczownik może stać na początku, gdy stanowi temat zdania. Zobacz sekcje „Przykłady zdań” i „Spójniki”, ilustrujące składnię zdania.

### Rzeczowniki
Rzeczowniki mają formy liczby mnogiej i liczby pojedynczej
(ta druga bywa w niektórych przypadkach określana raczej jako singulativum), przy czym formy liczby mnogiej są trudne do przewidzenia: kò:g „kość” > kuagmi „kości”, tuà:r „kurczę” > tò:rò „kurczęta”, ɲaw „głód” > ɲə̀wə́r „głody”, „okresy głodu”. Rzeczowniki nie mają określonego rodzaju, jednak – podobnie jak w języku angielskim – trzy naturalne rodzaje (męski, żeński i nieosobowy) są rozróżniane przez zaimki.
Istnieją dwa rodzaje dzierżawczości:
- dzierżawczość nieodłączna (albo bezpośrednia) – wyrażana przez umieszczenie possessora po possessum (i w niektórych przypadkach zmianę tonu albo końcówki possessum), np. piá:r no „noga osoby” (dosł. „noga osoba”);
- dzierżawczość odłączna – wyrażana przez umieszczenie wyrazu łączącego we właściwej liczbie i rodzaju między possessum a possessorem, np. làgɨˋm má màr-dɨb „koń kowala” („koń – wyraz łączący – człowiek kuźni”). Wyraz ten skracany jest czasami do wysokiego tonu.

Jeśli jednak possessor wyrażony jest zaimkiem, wówczas w pierwszym wypadku zachodzi w nim przegłos samogłoskowy, a w drugim wypadku używa się form przyimkowych (mówi się, że coś jest „u kogoś” / „u czegoś”) oraz opcjonalnie wyrazu łączącego: na:ra ɟá ɗe: „mój mąż” („mąż – wyraz łączący – u-mnie”), mùlù „jej oko” („oko-jej” od mɨla „oko”). Niektóre rzeczowniki (e.g. páw- „przyjaciel”) występują tylko w połączeniu z zaimkami i nie mają samodzielnej formy. Fenomen ten występuje w wielu innych językach, np. w językach andamańskich, zazwyczaj w przypadku słów określających relacje międzyludzkie. Odpowiednie przyrostki podano w sekcji zaimki.
Rzeczownik oznaczający wykonawcę jakiejś czynności lub kogoś, kto kimś jest lub coś posiada, może zostać utworzony przy użyciu przedrostka màr, oznaczającego w przybliżeniu „on (ona/ono), który... / on czegoś”: màr jùgòr „właściciel ziemi” („on ziemi”; „człowiek ziemi”), màr ce „rolnik” (ce = „uprawiać ziemię”; màr ce = „on, który uprawia”), màr pál „rybak” (pál = „łowić ryby”).

### Zaimki

#### Zaimki osobowe
W poniższej tabeli uwidoczniono rozróżnienie na „my” inkluzywne i „my” ekskluzywne, istniejące w wielu językach świata (ale nie w języku polskim), oraz rozróżnienie rodzaju gramatycznego zaimka „ja” w niektórych formach. Nieżywotne formy liczby mnogiej zostały w mowie młodszego pokolenia przeważnie zastąpione formami żywotnymi – poniżej podano jednak pełną odmianę. Paradygmat fleksyjny zaimka w funkcji dopełnienia czasownika jest dosyć złożony; w poniższej tabeli podano tylko dwa z jego kilku zestawów allomorfów.
|                         | Forma podstawowa | Forma emfatyczna | Benefactivus | Forma przyimkowa | Possessivus    | Dopełnienie przedmiotowe niesamodzielne | Dopełnienie przedmiotowe samodzielne |
| ----------------------- | ---------------- | ---------------- | ------------ | ---------------- | -------------- | --------------------------------------- | ------------------------------------ |
| ja (r. męski)           | ɟá               | ɟá               | ni           | ɗe:              | -↑ər           | -↑ə́n                                    | -↑ə́r                                 |
| ja (r. żeński)          | ɟí               | ɟí               | ni           | ɗe:              | -↑ər           | -↑ə́n                                    | -↑ə́r                                 |
| ty                      | ʔò               | ʔùáj             | na           | ɗa:              | -↓a            | -↘(u)án                                 | -↘á                                  |
| on                      | ʔà               | ʔàáj             | nar          | ɗa:r             | -↓ar           | -↓án                                    | -↓ár                                 |
| ona                     | ʔɨ̀n              | ʔɨ̀ní             | nùg          | ɗò:g             | -↑o(g), -↗o(g) | -↗òn                                    | -↑ò                                  |
| ono, to                 | ʔàn              | ʔàní             | nàná         | ɗà:ná            | -↓an           | -↓àn                                    | -↓àr, -↓àn                           |
| my (exclusivus)         | ʔùrú             | ʔùrú             | nùrú         | ɗò:ró            | -↑rú           | -↗(ˋ)nùrú, -↑(ˋ)nùrú                    | -↗(ˋ)rùú, -↑(ˋ)rùú                   |
| my (inclusivus)         | ʔàáŋ             | ʔàáŋ             | nàáŋ         | ɗàáŋ             | -↑ráŋ          | -↑(ˋ)nàáŋ                               | -↑(ˋ)ràáŋ                            |
| wy                      | ʔùn              | ʔùnúŋ            | nùúŋ         | ɗòóŋ             | -↑rúŋ          | -↗(ˋ)nùúŋ, -↑(ˋ)nùúŋ                    | -↗(ˋ)rùúŋ, -↑(ˋ)rùúŋ                 |
| Zaimek 3 os. żywotny    | ʔì               | ʔìrí             | nìrí         | ɗè:ri            | -↑rí           | -↑(ˋ)nìrí                               | -↑(ˋ)rìí                             |
| Zaimek 3 os. nieżywotny | ʔuàn             | ʔuàní            | nuàná        | ɗuà:ná           | -↘an, -↑uan    | -↘àn                                    | -↘àr, -↘àn                           |

#### Zaimki względne i nieokreślone
|       | Rodzaj męski, l.p. | Rodzaj żeński l.p. | Rodzaj nieosobowy l.p. | Rodzaj żywotny l.mn. | Rodzaj nieżywotny l.mn. |
| ----- | ------------------ | ------------------ | ---------------------- | -------------------- | ----------------------- |
| który | ɟá                 | ɟí                 | má                     | jí                   | já                      |
| kilka | ɟàn                | ɟìn                | màn                    | jìn                  | jìn                     |
| jakiś | ɟuàŋá              | ɟùŋú               | muàŋá                  | jùŋú                 | jùŋú                    |

#### Zaimki pytające
jé „co?”, ɟè „kto?”, ɗé „gdzie?”, sɨ̀g „ile?”.

### Przyimki
Przyimki poprzedzają rzeczowniki (lub leksemy o podobnej funkcji): gɨ̀ pə:l „w wiosce” / „do wioski”, kɨ́ jà:ná „przy nim”.

### Czasowniki
Czasowniki nie odmieniają się przez osoby ani rodzaje, ale niektóre (około jednej czwartej zaświadczonych czasowników) odmieniają się przez liczby: no kaw „człowiek je”, mùáŋ kɨw „ludzie jedzą”. Forma liczby mnogiej czasownika jest trudna do przewidzenia, ale często tworzy się ją przy pomocy przegłosu (zwykle przez zwiększenie wysokości samogłoski) i niekiedy przez dodanie przyrostka -i(ɲ) lub -ɨɲ i zmianę intonacji. Czasownik przybiera jednak określoną formę, w zależności od dopełnienia bliższego. Przyłącza się do niego przyrostki osobowe, wskazujące zaimkowe dopełnienie bliższe; czasownik zwykle ulega także zmianom, kiedy niezaimkowe dopełnienie bliższe dodawane jest do jego formy przechodniej z samogłoską wygłosową o niskim tonie (tworzonej podobnie do formy „dośrodkowej”, opisanej niżej). Na przykład: ʔà ná ká „on zrobi”; ʔà ná kàrà mɨ́ná „on zrobi coś”; ʔà kú na:ra „on widzi mężczyznę”; ʔà kúù:rùúŋ „on widzi was”.
Istnieją trzy formy podstawowe czasownika: prosta, „dośrodkowa” i „uczestnicząca” (według terminologii Boyeldieu). Forma prosta używana jest w czasie teraźniejszym prostym i w trybie rozkazującym, np. ʔà duàg jə́w gə̀m „on idzie wzdłuż brzegu rzeki” (dosł. „on schodzić ujście brzeg rzeki.”). Forma „dośrodkowa” wyraża czynność skierowaną do mówiącego, zarówno w znaczeniu przestrzennym – ruch w kierunku mówiącego – jak i czasowym – czynność trwającą do chwili mówienia; tworzy się ją głównie przez dodanie samogłoski (często, choć nie zawsze, jest to samogłoska identyczna z wygłosową samogłoską czasownika), np. ʔà duàgà jə́w gə̀m „on idzie wzdłuż brzegu rzeki (w moim kierunku)”. Forma „uczestnicząca” – tworzona zasadniczo tak jak „dośrodkowa”, ale z samogłoską wygłosową o wysokim tonie – oznacza zazwyczaj pominięte dopełnienie lub narzędzie, np. ʔà sá ɗa:g ʔà sɨ̀rɨ́ su „on bierze tykwę i pije nią (z niej) wodę” [dosł. „on brać tykwa on pić-(forma uczestnicząca) woda”].
Bezpośrednio przed czasownikiem może być umieszczona partykuła, wskazująca na inną formę niż prosty czas teraźniejszy; do partykuł takich zaliczają się: ná (l.mn. ní) wskazująca na czas przyszły, taá:/teé: (l.mn. tií:), oznaczająca czynność ciągłą, wáa: (l.mn. wíi:) oznaczająca ruch, náa: (l.mn. níi:), będąca najwyraźniej połączeniem ná i wáa:, mà (l.mn. mì) oznaczająca przymus, mɨ́ oznaczająca mowę zależną (najwyraźniej ewidencjalność), mɨ́nà (l.mn. mínì) wyrażająca zamiar, kò oznaczająca czynność wielokrotnie powtarzaną (zwyczaj), ɓə́l lub ga (l.mn. gi) oznaczająca czynność niedokonaną oraz wó (zawsze łącznie z ʔàle po czasowniku) oznaczająca możliwość (brak pewności).
Formy strony bierno-medialnej (bierno-zwrotnej) /zob. strona medialna/ mogą być tworzone od czasowników przechodnich przez dodanie przyrostka -↑ɨ́ɲ: np. no siár sà:b „ktoś porwał ubranie” → sà:b sérɨ́ɲ „ubranie porwało się”. Przy odwrotnej operacji – tworzeniu czasowników przechodnich od nieprzechodnich – zachodzi czasem zmiana tonów albo zmiana postaci liczby mnogiej.
Od niektórych czasowników, głównie nieprzechodnich, tworzy się rzeczowniki odczasownikowe poprzez dodanie przyrostka – (samogłoska)l, czasem z przegłosem i zmianą tonu, np. wal „padać” > wàlál „upadek” (dosł. „padanie”), sùbá „kłamać” > sɨ́blál (l.mn. súbɨ̀r) „kłamstwo” (dosł „kłamanie”). Spółgłoska l zmienia się tutaj w n w sąsiedztwie spółgłoski nosowej lub w r w sąsiedztwie r, np. man „dobrze smakować” → manan „dobry smak” (dosł. „dobre smakowanie”).

#### Przymiotniki
Przymiotniki najwyraźniej nie tworzą w języku laal samodzielnej kategorii gramatycznej; we wszystkich użyciach zachowują się jak czasowniki, np.
gò: ʔì:r „koza jest czarna” (dosł. „koza czerni się”). W użyciu atrybutywnym stosuje się tutaj najczęściej zdanie podrzędne: gò: má ʔì:r „czarna koza” (dosł. „koza, która się czerni”.)

### Liczebniki
Liczebniki w języku laal to: ɓɨ̀dɨ́l „jeden”, ʔisi „dwa”, ɓisan „cztery”. Żadne inne liczebniki nie są wprost wymienione w dotychczas opublikowanych pracach.

### Przysłówki
Przysłówki występują zasadniczo na końcu zdania. Niektóre ważne przysłówki podano poniżej:
Przysłówki miejsca:
- „tutaj”: ɗágàl, núŋú
- „tam”: ɗaŋ
- „tam dalej, tam daleko”: ɗàŋá

Przysłówki czasu:
- „przedwczoraj”: tá:r
- „wczoraj”: ʔiè:n
- „dzisiaj”: cicam, tari-màá
- „ostatnio”: bèrè
- „wkrótce”: sugo
- „jutro”: jìlí-kà:rì
- „pojutrze”: miàlgà

### Modulanty
Do najważniejszych modulantów zaliczają się:
- Przed czasownikiem: mɨ́ „jakoby”, gàná „wtedy”
- Po czasowniku: wó „nie”, (ʔà)le „może”, ɓə́l „znowu”, ʔá lub gà „już”, à partykuła pytająca, wá partykuła wzmacniająca, ta „teraz”, cám „ponownie, na nowo”.

### Spójniki
Pod względem składni spójniki dzielą się na pięć typów:
- tylko {zdanie nadrzędne – spójnik – zdanie podrzędne}: mɨ́ „że”, ɓə „ponieważ”
- albo {zdanie nadrzędne – spójnik – zdanie podrzędne} albo {spójnik – zdanie podrzędne – zdanie nadrzędne}: ɟò „jeśli”, dànngà (być może pożyczka z baguirmi) „kiedy”
- złożone: albo {spójnik – zdanie nadrzędne – spójnik – zdanie podrzędne} albo {spójnik – zdanie podrzędne – spójnik – zdanie nadrzędne}: ɟò... gàná „jeśli... to”
- {zdanie współrzędne – spójnik – zdanie współrzędne}: ní „po czym”, ku „wtedy”, kó „mimo to”, á lub ná „i”, ɓe: „lub”, ʔàmá (pożyczka z arabskiego albo baguirmi) „ale”.
- złożone: {spójnik – zdanie współrzędne – spójnik – zdanie współrzędne}: ku... ku „skoro... to”, jàn... jàn „zarówno... jak i”.

## Przykłady zdań
- mùáŋ lá tií: kìrì jé? „Co robią ludzie z Gori?” (dosł. „ludzie Gori forma progresywna-liczba mnoga robić-liczba mnoga-forma przechodnia co?”)
- mùáŋ lá tií: pál. „Ludzie z Gori łowią ryby.” (dosł. „ludzie Gori forma progresywna-liczba mnoga łowić ryby.”)
- màr-ce ɓɨ́lá mɨ́ „bɨ̀là, ʔò teé: ɗɨ̀grɨ̀r”. „Rolnik powiedział: 'Nie ma szans! Oszukujesz mnie.'” (dosł. „człowiek+który-uprawiać mówić że nie-można ty forma progresywna oszukiwać-mnie”.)
- ɟá ná wùsù na pè:rí ní ʔárí ʔò ná kìnì jé? „Jeśli/kiedy złapię węża, co mi dasz?” (dosł. „Ja(rodz. męski) czas przyszły łapać-forma przechodnia dla-ciebie wąż wtedy najpierw ty dać-mi-forma przechodnia co?”)
- jà kàskàr mà mùáŋ lá sə̀ɲə́ be. „To właśnie mieczem walczą ludzie z Gori.” (dosł. „mieczami forma emfatyczna (nieżywotna) ludzie Gori walczyć-forma uczestnicząca bitwa.”)